# マドラスツパイ
マドラスツパイ (Anathana ellioti) は、哺乳綱登木目ツパイ科マドラスツパイ属に分類される哺乳類。本種のみでマドラスツパイ属を構成する。

## 分布
インド

## 形態
体長17–20cm、尾長16–19cm。外観は細身のリスに似る。頭部は吻端が尖り、外耳が大きく目立つ。
体毛は灰色で黄色と茶色の斑があり、肩にはクリーム色の筋が目立つ。

## 生態
インドの熱帯林に生息する。単独性で、地上及び樹上で敏捷で活動する。採食は昼間に行い、夜間は岩の隙間や木のうろなどで身を潜め、休息する。
食性は雑食であり、昆虫の他果実などを食べる。
妊娠期間は不明。1–3頭の幼獣を出産する。

## 人間との関係
森林伐採や植林・ダム建設などによる生息地の破壊が原因で、生息数は減少している。1977年にツパイ科単位で、2010年からは登木目単位でワシントン附属書IIに掲載されている。